# Fortyfikacje Paczkowa

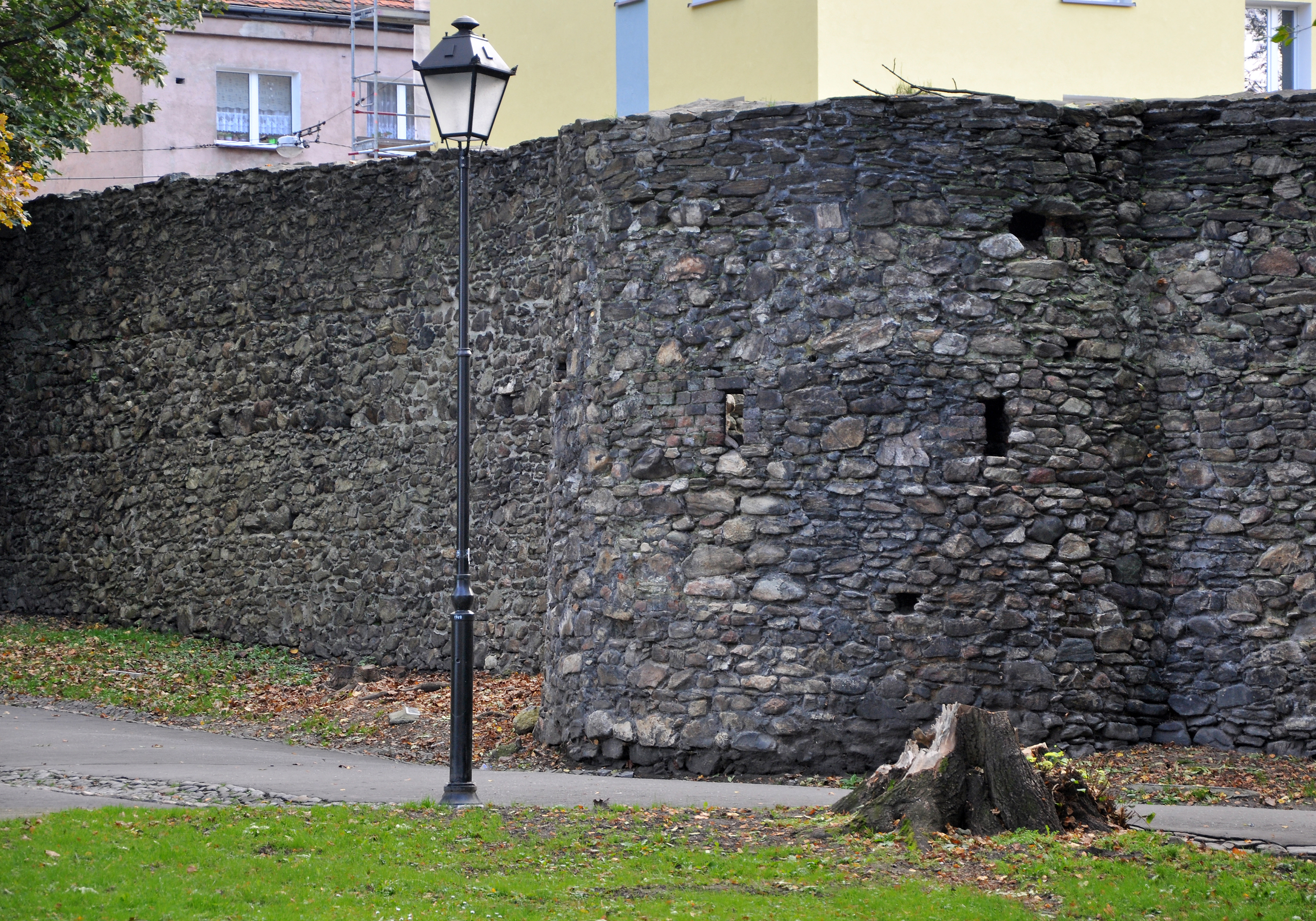
Pozostałości po murach obronnych Paczkowa wraz z basztą łupinową

Średniowieczny staromiejski układ urbanistyczny Paczkowa z systemem fortyfikacji miejskich (tzw. polskie Carcassonne) – zespół średniowiecznych obwarowań miejskich Paczkowa (województwo opolskie) wraz z zachowanym od średniowiecza układem ulic, kościołem o funkcji obronnej oraz rynkiem i ratuszem. To jeden z najlepiej zachowanych przykładów średniowiecznych fortyfikacji miejskich w Polsce. Zamek w Paczkowie nie wchodził w skład fortyfikacji miejskich.
 Mury obronne z basztami wraz z bramą Wrocławską, Ząbkowicką i Kłodzką sa wpisane do rejestru zabytków pod nr rej.: 923/64/a-b z 1.06.1964:

## Układ urbanistyczny

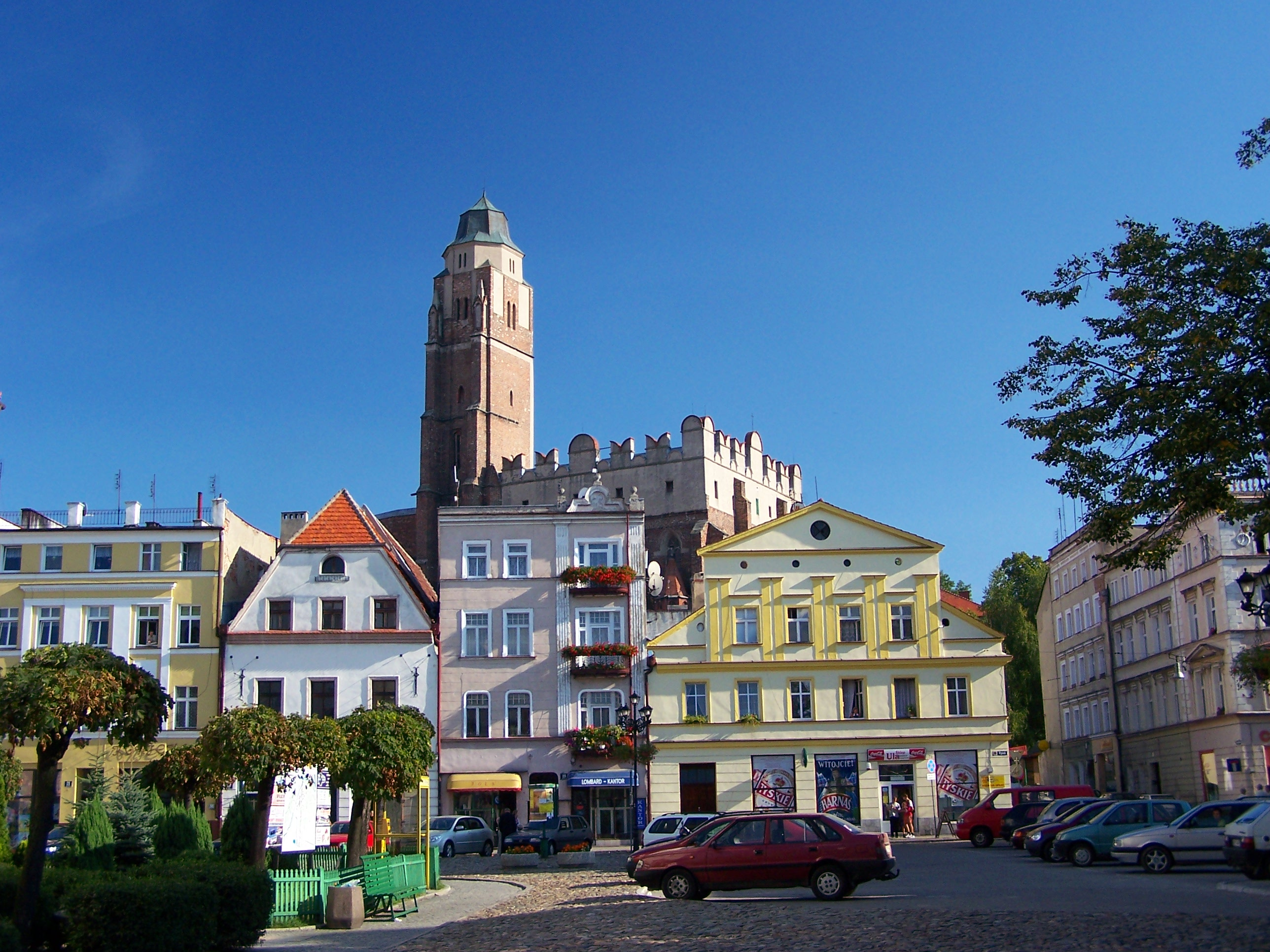
Zabytkowy rynek w Paczkowie. W tle widoczny kościół obronny św. Jana Ewangelisty

Miasto ma regularny i przejrzysty układ oparty na planie symetrycznego owalu, z prostopadle przecinającymi się ulicami i centralnie zlokalizowanym prostokątnym rynkiem o proporcjach 2:1 oraz ratuszem. Wokół rynku rozciąga się ścisła zabudowa usytuowana na historycznych parcelach, zachowana niemalże w niezmienionym stanie od średniowiecza, a od jego naroży oraz ze środka dłuższych pierzei odchodzi dziesięć ulic. Wszystkie ulice prowadzą do rynku i są usytuowane względem siebie prostopadle. Większość zabytkowych kamienic mieszczańskich pochodzi z XVIII i XIX w., oprócz tego zachowały się obiekty szesnastowieczne z cennymi dekoracjami w technice scraffitto.
Zespół staromiejskich ulic otacza doskonale zachowany, eliptyczny, regularny zarys (wewnętrznych) kamiennych murów obronnych o łącznej długości 1200 metrów, wraz z czterema wieżami bramnymi oraz 19 basztami łupinowymi.

## Początki fortyfikacji
Gród ulokowano na stoku wyniesienia (240 m n.p.m.) o kształcie ostrogi, wspinającego się ku południowemu wschodowi, zamkniętego przez rzeki Kamienica, Młynówka, Potok Gościcki, w pobliżu większej rzeki, jaką jest Nysa kłodzka. Miasto bezpośrednio po lokacji, ze względu na graniczne położenia i obronny charakter, zostało ufortyfikowane prawdopodobnie umocnieniami drewniano – ziemnymi już ok. roku 1300.
W tym okresie, w bezpośrednim pobliżu fortyfikacji miejskich (0,2 km) powstał też zamek, a po drugiej stronie Nysy Kłodzkiej (4 km na północny zachód) istniała warownia, tzw. Novum Castrum w Chałupkach. Około 4 km na zachód w Błotnicy istniało średniowieczne grodzisko lub zamek „Stara Błotnica”. Nie istnieją źródła potwierdzające włączenia zamku w Paczkowie oraz Novum Castrum czy grodziska Stara Błotnica w system obronny miasta. Budowle znajdowały się okresowo poza granicami księstwa nyskiego, którego Paczków był częścią.
Postawienie murów miejskich najprawdopodobniej sprowokowane zostało wydarzeniami z 1318 r., kiedy do Paczkowa wkroczył zbrojny oddział Jana Wustehubego z Chałupek. Napastnicy wdarli się nawet do kościoła, mordując, w czasie odbywającego się właśnie nabożeństwa, kilka osób.
Około 1350 r. biskup Przecław z Pogorzeli otoczył miasto pierścieniem pierwszych murów kamiennych. Mogły one powstać obok wcześniejszych wałów drewniano-ziemnych oraz fosy i przez jakiś czas funkcjonować równolegle. Mury zbudowano z kamienia polnego. Posiadały one 24 okrągłe baszty łupinowe. Pierwotnie w murach były 3 bramy. Zastosowanie kolistych zarysów obwodów obronnych było podyktowane chęcią dodatkowego podwyższenia obronności miasta (rozszerzenie pola widzenia z pomostów bojowych), ale przemawiały za tym również względy ekonomiczne.

## Ewolucja założenia obronnego

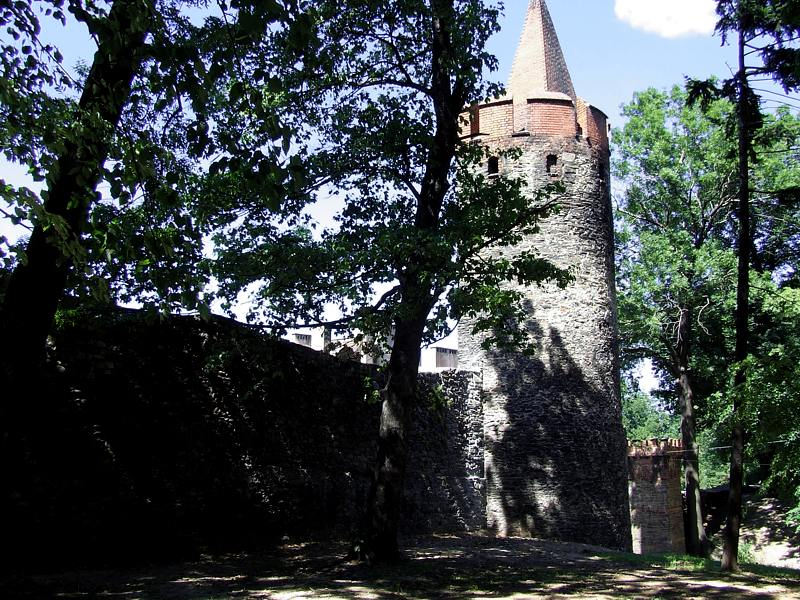
Fragment murów obronnych – widoczna baszta łupinowa

Południowo-wschodnia część obwodu obwarowań Paczkowa stanowiła główny front obrony, w razie spodziewanego ataku. Jako odcinek mający w czasie oblężenia przyjąć ciężar głównego ataku wrogich wojsk, nie został zaopatrzony początkowo w bramę, jako najsłabszy punkt obrony w całym systemie fortyfikacji miejskich. W Paczkowie odcinek fortyfikacji miejskich został zlokalizowany na granicy uskoku terenu, dodatkowo utrudniającego atak, oraz zaopatrzony w grubsze mury. To również tutaj zlokalizowano większą liczbę baszt niż w pozostałych odcinkach.
Główny ruch w mieście odbywał się pomiędzy dwiema bramami: Dolną i Górną. Połączone one były wspólną osią przecinającą na całej długości w linii prostej układ miejski, co było błędnym rozwiązaniem z uwagi na założenia obronne. Bramy miejskie ustawione są symetrycznie. Wrogie oddziały, przełamujące opór obrońców któregoś z przejazdów do miasta, nawet nie znając układu urbanistycznego, bez problemu odnajdowały rynek, jak również kolejną bramę.
Jednocześnie jednak taki układ urbanistyczny zapewniał szybką drogę ucieczki do najbardziej umocnionych części miasta: wież bramnych bądź ratusza na rynku lub też ufortyfikowanego kościoła parafialnego. Miejsca te stanowiły odosobnione punkty ostatecznego i samodzielnego oporu. Wąskie przeloty ulic (współcześnie ulice w Paczkowie są szersze, co zniekształciło obronny charakter samego układu urbanistycznego) odpowiednio zwalniały wkraczające do miasta wrogie oddziały.
Od momentu wznoszenia pierwszych fortyfikacji miejskich w połowie XIII wieku do pojawienia się artylerii w 3. ćwierci XV wieku, ewolucja techniki wojennej nie wpłynęła znacząco na założenia obronne miasta. Dopiero wraz z wprowadzeniem broni ogniowej z końcem XV wieku fortyfikacje miejskie zostały przebudowane. Stało się to jednak również z powodu zniszczeń istniejących dotychczas obwarowań miejskich.

## Przebudowa

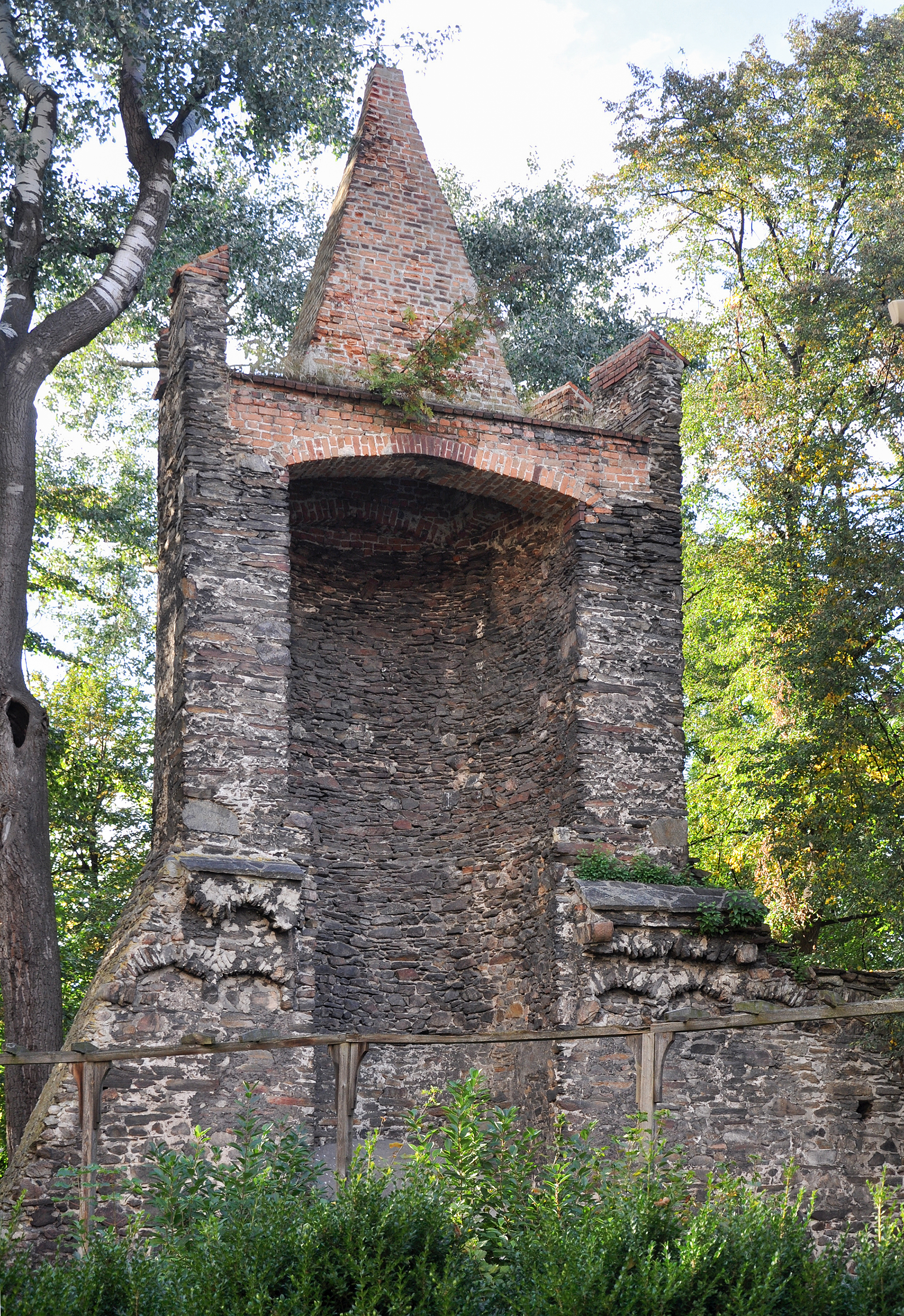
Baszta łupinowa

W połowie XIV wieku mury miejskie oraz układ urbanistyczny miasta przybrały ostateczny kształt. Rozpoczęto także budowę kościoła św. Jana Ewangelisty, który zbudowano w miejscu rozebranej drewnianej świątyni. W XVI w. promotorem budowy kościoła był również najprawdopodobniej biskup Przecław z Pogorzeli. Świątynię usytuowano poza rynkiem, w pobliżu murów miejskich. Przez mur w pobliżu kościoła przekuto tzw. Furtę Zmarłych, prowadzącą do położonego w pobliżu cmentarza.
Po napaści czeskich husytów na Paczków (17 marca 1428) pierścień murów obronnych został zniszczony. W 1429 r. zachowane mury i baszty, z uwagi na zły stan techniczny, częściowo zburzono. Brak dokładniejszych informacji, co do skali dokonanych zniszczeń czy rozbiórki.
Obwarowania zniszczonego wojną Paczkowa wraz z rozwojem techniki wojennej przestały zapewniać wystarczającą obronę i sukcesywnie traciły swoją pierwotną funkcję obronną. Dalszy rozwój broni palnej wymagał dostosowania nie tylko remontów, ale także rozbudowy murów miejskich i dostosowania ich do nowej broni.
W roku 1514, za sprawą biskupa Jana Thurzo rozpoczęła się wzmożona i długotrwała odbudowa paczkowskich fortyfikacji, która trwała do połowy XVI wieku. Nie sposób dokładnie określić, które elementy fortyfikacji powstały z początkiem XIII wieku, a które pochodzą z czasów późniejszych. W wyniku odbudowy powstał nowy system murów, bram, baszt i wież, którego zarys został zachowany do dziś.
Mury obronne podwyższono do wysokości 9 metrów i wzmocniono kamieniem łupanym, wyposażając m.in. w krenelaże. Kurtynę murów ozdobiono fryzem arkadkowym. Prawdopodobnie zrezygnowano z drewnianych ganków bojowych, z natury łatwopalnych i ograniczono się do samych krenelaży wzbogaconych w otwory strzelnicze. W odległości 7 – 8 metrów na zewnątrz od istniejących obwarowań otoczono miasto nowym, drugim pierścieniem murów (o wysokości 4 m), przy budowie którego, oprócz kamienia polnego, zastosowano także cegłę. Pierścień powstał w miejscu pierwszego obwałowania ziemnego. Ta dodatkowa fortyfikacja wyposażona była w liczne stanowiska artyleryjskie, ale nie stanowiła pełnego pierścienia. Biegła najprawdopodobniej po północnej stronie, od Wieży Kłodzkiej do baszty łupinowej znajdującej się między Wieżą Wrocławską i basztą Nyską.
Pomiędzy wewnętrznym i zewnętrznym pierścieniem murów zbudowano wypełnioną wodą fosę miejską lub też wyremontowano fosę istniejącą wcześniej. Z uwagi na usytuowanie miasta na stoku wzniesienia (240 m n.p.m.) o kształcie ostrogi, wspinającego się ku południowemu wschodowi, wykluczone, aby fosa w całości otaczała miasto.
Pierwotna liczba baszt (ogólnie łupinowych i pełnych) w systemie warownym Paczkowa nie jest pewna. W szczytowej fazie rozwoju fortyfikacji najprawdopodobniej funkcjonowały 22 baszty łupinowe lub też 24 baszty półokrągłe i półprostokątne lub 20 półokrągłych i 4 graniaste.
Korony murów wykorzystywano jako chodniki dla straży. Przy węższych murach budowano drewniane pomosty – hurdycje, które były podtrzymywane przez wystające z muru wsporniki. Kwestią sporną jest funkcjonowanie drewnianych hurdycji po stronie zewnętrznej kurtyny.

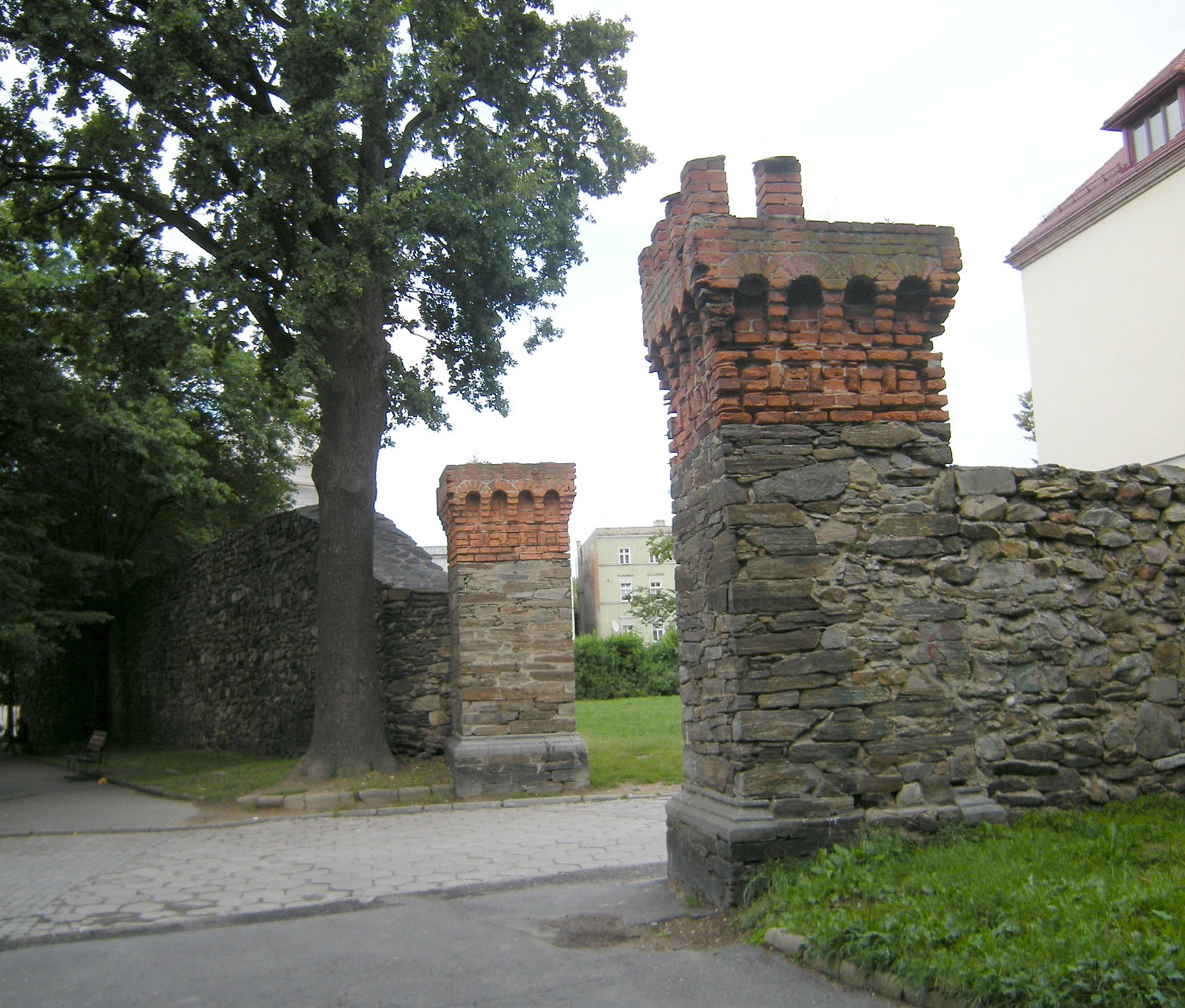
Fragment obwarowań miejskich po przebudowie w XIX w.

W XVI wieku, w obawie przed najazdami Turków, paczkowska świątynia została przebudowana i ufortyfikowana, aby mogła zostać włączona w system miejskich fortyfikacji. W tym celu obniżono dach kościoła, dobudowano w bryle świątyni mury tarczowe zwieńczone zasłaniającą dach attyką. Miała ona zabezpieczać kościół przed wznieceniem pożaru i stanowić ochronę stanowisk strzelniczych. W południowej nawie kościoła została ustawiona okrągła kamienna studnia, która w XIX wieku otrzymała żelazną nadbudowę. Zgodnie z założeniem ze studni (nazywanej „tatarską”) obrońcy Paczkowa mieli czerpać wodę podczas obrony miasta.

## Bramy miejskie
Do zamkniętego pierścieniem murów obronnych Paczkowa początkowo prowadziły trzy bramy miejskie, w XV w. zbudowano czwartą. Wszystkie reprezentują typ bram z przejazdem jednostronnie flankowanym wieżą. Z czasem rozbudowywano założenia bramne, dodając do nich szyje bramne, mosty zwodzone, budynki bramne drugiego pierścienia umocnień wraz z szyjami bramnymi i mostami zwodzonymi oraz budynkami bramnymi drugiego pierścienia umocnień.
Wieże bramne w systemie umocnień Paczkowa charakteryzują się ogromnymi gabarytami, znacznie przerastającymi baszty ulokowane wzdłuż murów. Wejścia do wież umieszczono w wyższych kondygnacjach na poziomie przylegających do nich kurtyn murów, co zwiększała wartość obronną wież. Górne partie wież pierwotnie zwieńczone machikułami (ich resztki widoczne w wieży Bramy Górnej/Kłodzkiej), które z czasem przebudowywano.
Należy pamiętać o tym, że zachowane do dziś wieże bramne w przeszłości wielokrotnie poddawane były modernizacjom, jak również odbudowom po działaniach wojennych. Rozlokowanie bram miejskich było w dużej mierze uzależnione od przebiegu szlaków handlowych, a także od walorów obronnych. Miasto odgrywało rolę lokalnego węzła komunikacyjnego, gdzie najważniejsze okoliczne szlaki komunikacyjne krzyżowały się w jego centrum – wydłużonym rynku.

### Brama Wrocławska

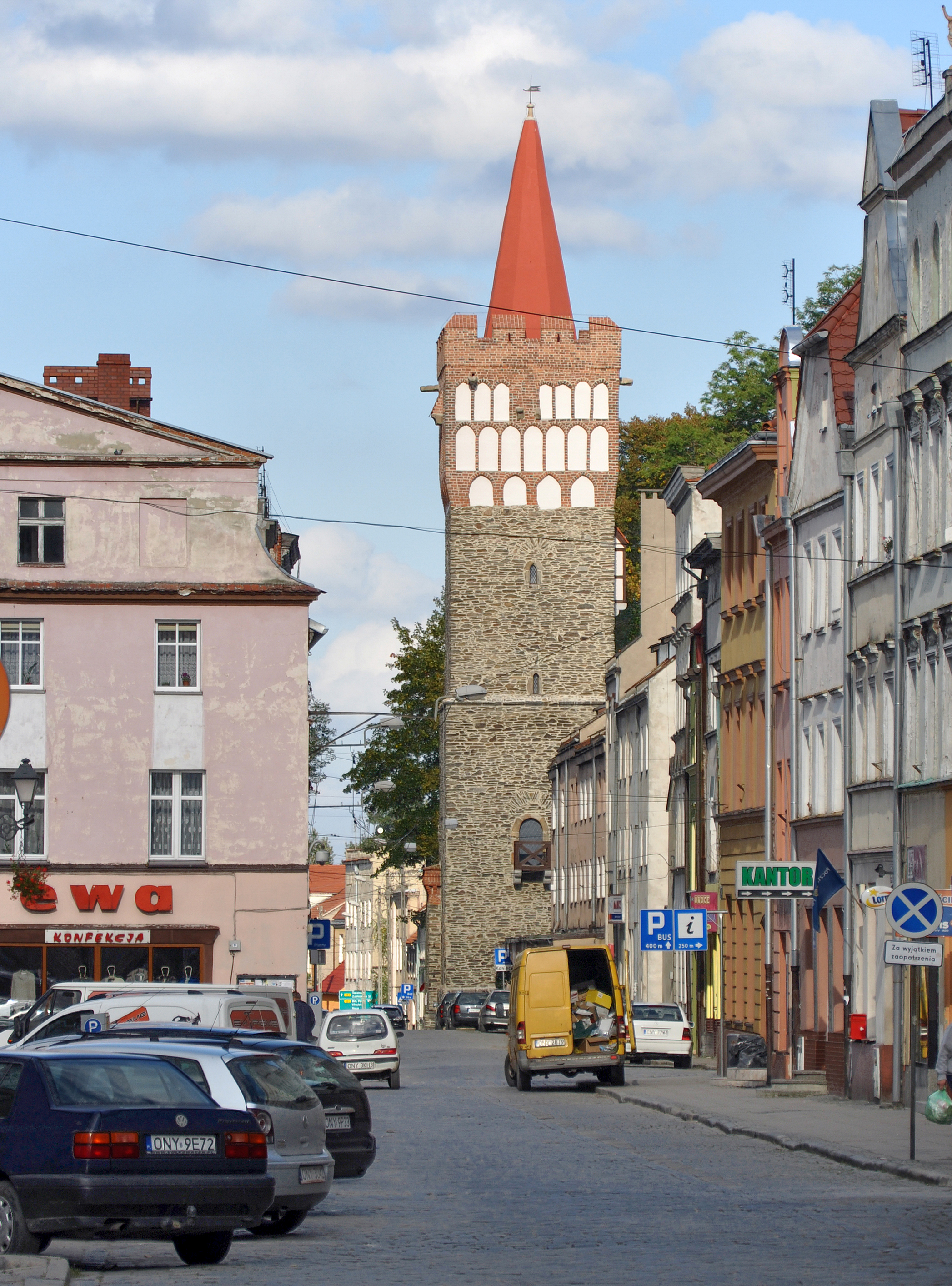
Wieża bramy Wrocławskiej

Zwana także Dolną (Niedertor). Przechodził przez nią trakt wiodący do Wrocławia. Zachowana wieża powstała w pierwszej połowie XIV w. Mierzy ok. 30 metrów i jest pozostałością potężnego założenia bramnego, na który składał się budynek bramny, most zwodzony nad fosą i przedbramie, w którym mieściło się miejskie więzienie.
W 1846 r. zburzono budynek bramny. Wieża zbudowana w 1429 r., a następnie częściowo zburzona w 1462 r. i odbudowana. Koronę wieży w 2. połowie XV wieku ozdobiono potrójnym pasmem blend, pełniących tutaj wyłącznie funkcję ozdobną. W latach 1919–1924 odrestaurowano hełm wieży. Rzut przyziemia kwadratowy, zwieńczona krenelażem o prostokątnym zarysie, przykryta 8-bocznym hełmem ceglanym. 7 kondygnacji, obecnie wejście na 1 kondygnację, właściwie wejście o profilowanym obramieniu na 3 kondygnację. Na 4 i 5 kondygnacji otwory okienne, o formie strzelnic. 6, 7 kondygnacja trzypoziomową blendą. Przy wieży istniał pręgierz, czyli „słup hańby”, przy którym wystawiano przestępców, wymierzając im zazwyczaj karę chłosty. Obecnie przy ulicy Wrocławskiej, jest udostępniona do zwiedzania turystom. Na szczycie zorganizowany jest punkt widokowy, z którego roztacza się znakomita panorama miasta.

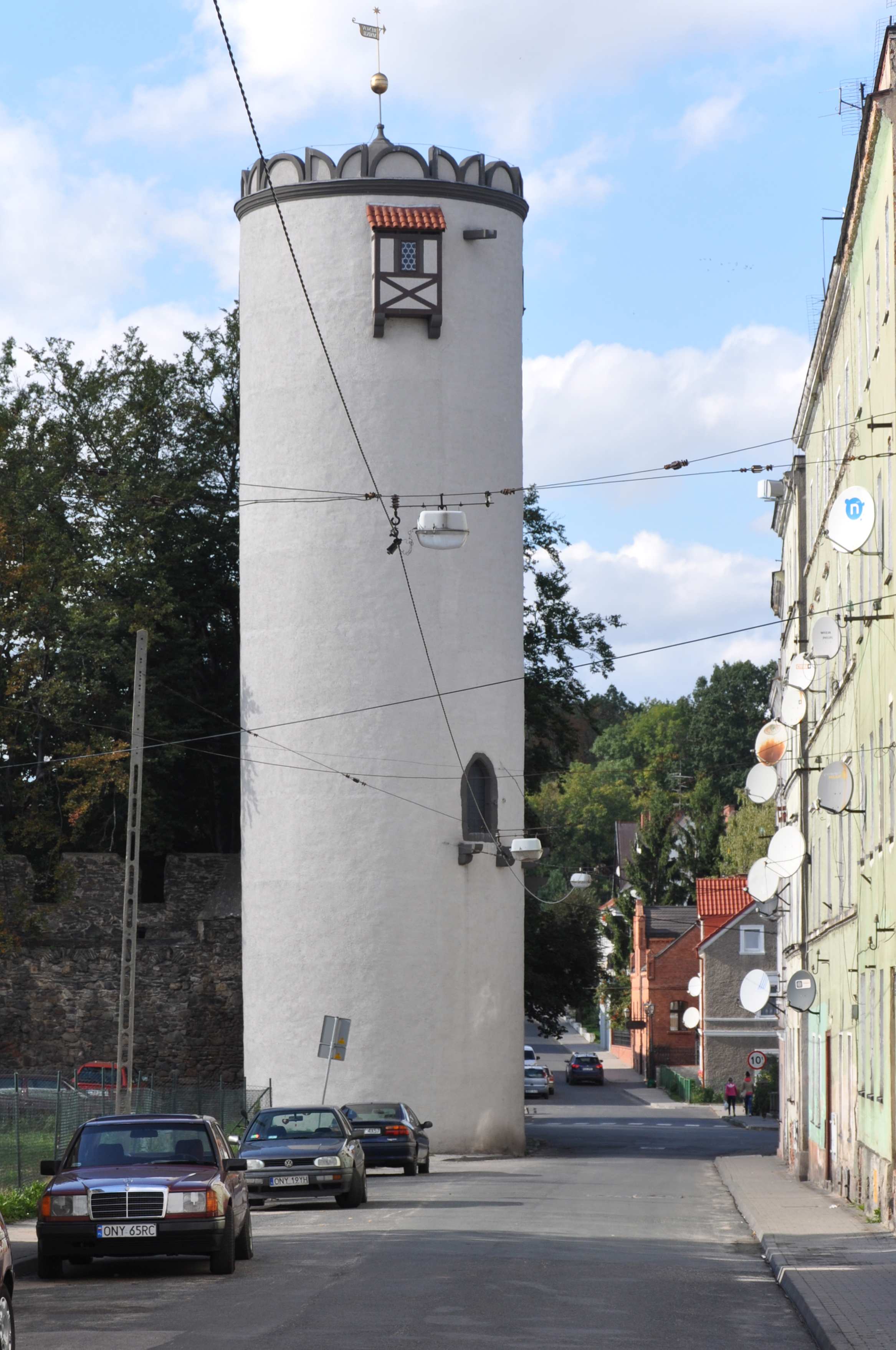
Wieża bramy Ząbkowickiej

#### Brama Ząbkowicka
Zwana także Łaziebną (Badetor), przy obecnej ulicy Sikorskiego. Przez Bramę Łaziebną prowadziła droga w kierunku Otmuchowa i Kamieńca Ząbkowickiego. Służyła jedynie do lokalnego transportu. Zachowana wieża powstała w pierwszej połowie XIV w., w pierwszej połowie XVI w. dodano attykę. Zbudowana na planie koła, zwieńczona gzymsem, krenelażem, attyką, przykryta niewysokim hełmem. Między hełmem a krenelażem obejście 5. kondygnacji. Swoją drugą nazwę zawdzięcza bezpośredniemu sąsiedztwu z dawną łaźnią miejską. Jej wysokość sięga ok. 27 metrów.

#### Brama Kłodzka

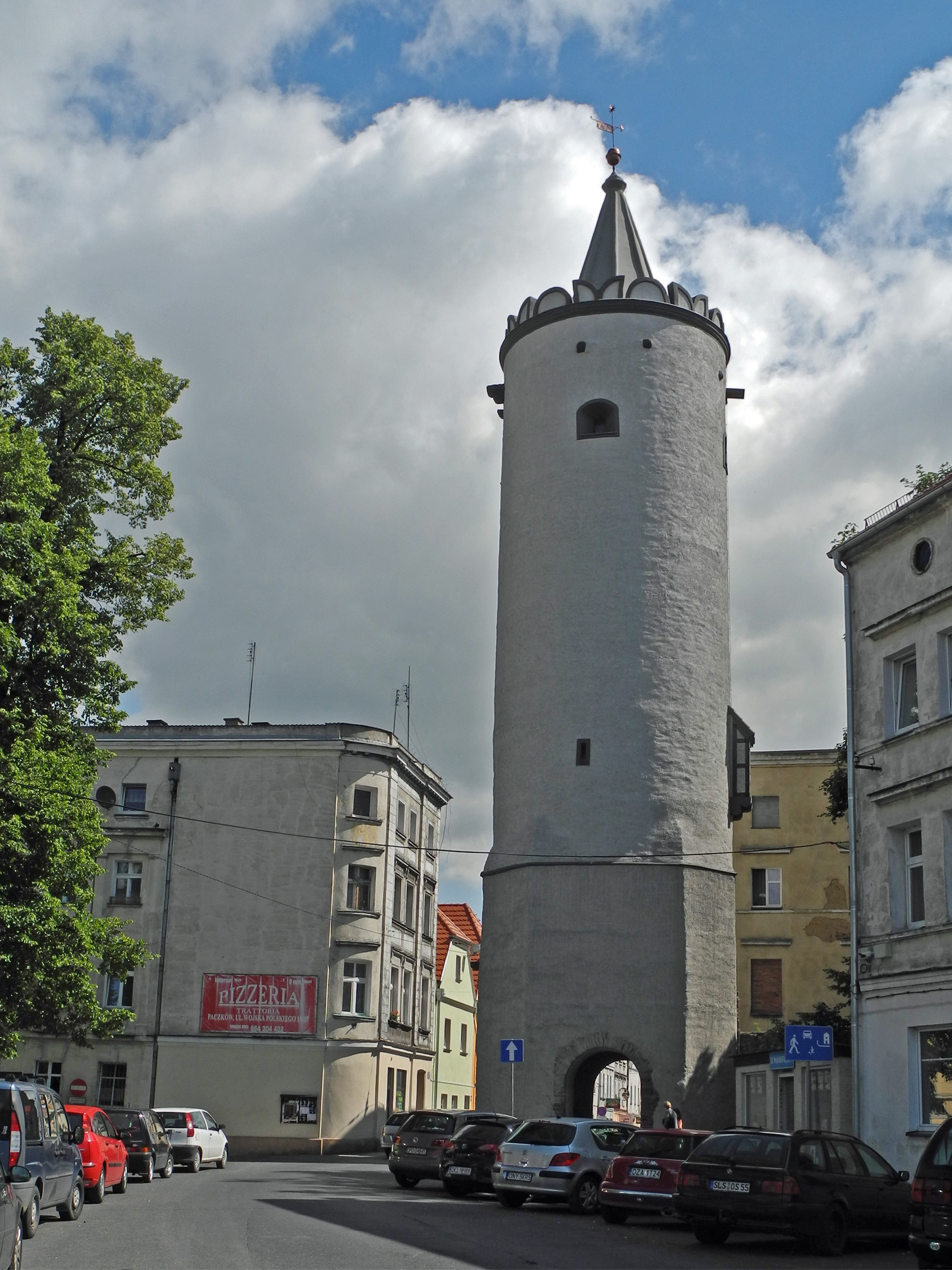
Wieża bramy Kłodzkiej

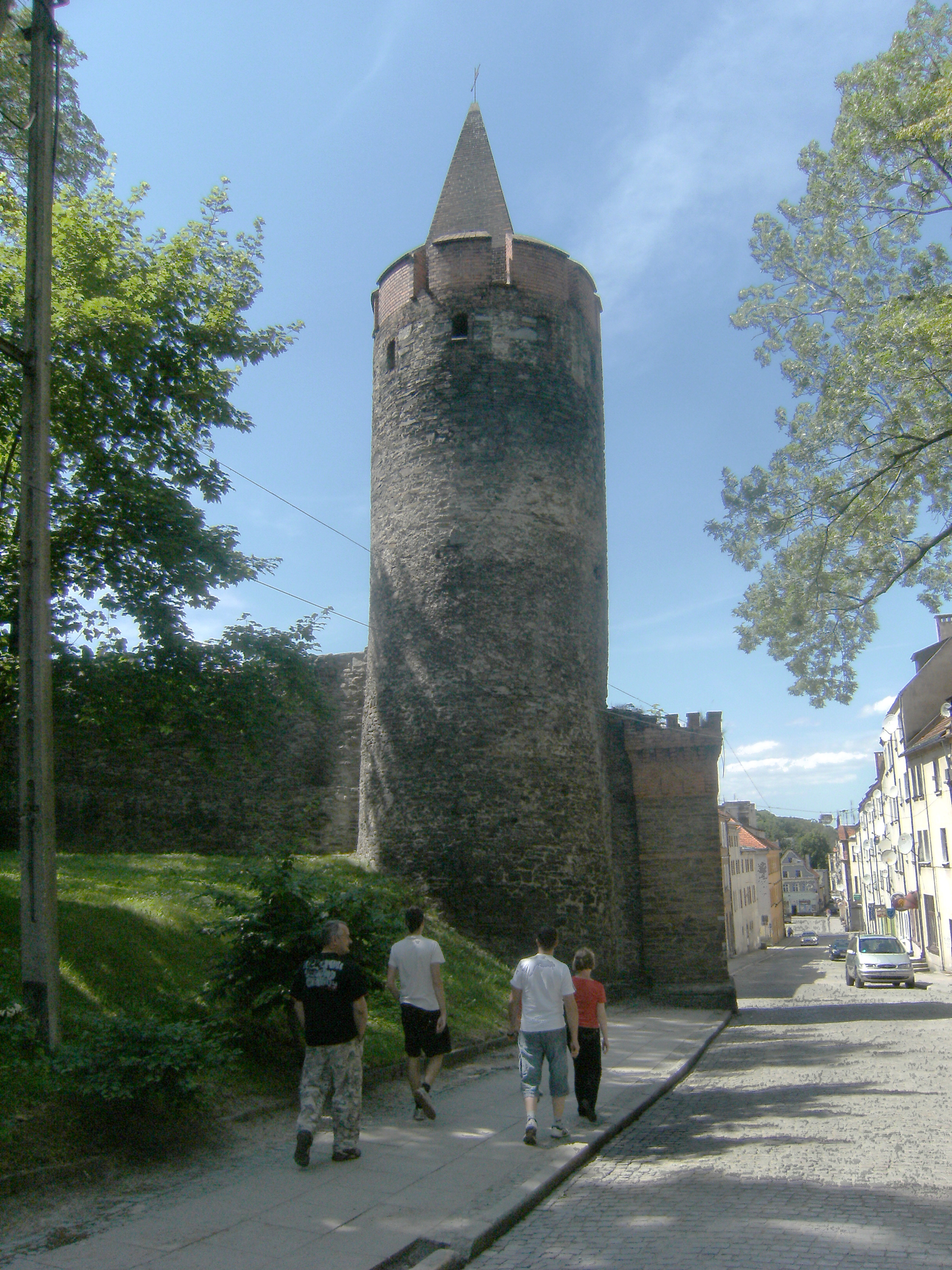
Wieża bramy Nyskiej

Zwana także Górną (Obertor), przez którą przebiegał ważny szlak w kierunku Kłodzka, współcześnie zamyka ulicę Narutowicza. Zachowana wieża powstała w pierwszej połowie XIV w., potem znacznie podwyższona. Obecnie mierzy ok. 22 metry. W pierwszej połowie XVI w. dodane attyki w kształcie rybich ogonów. W 1844 r. zburzono przedbramie. W 1901 r. przebito półkoliste przejście dla pieszych. 1. i 2. kondygnacja na planie kwadratu, pozostałe kondygnacje zbudowane na planie koła, łącznie 5 kondygnacji, na 1. kondygnacji pierwotne wejście na 2. kondygnację. Na poziomach 3. i 5. otwory w formie strzelnic. Wieża zwieńczona attyką, pod którą widoczne są wsporniki pod obiegający niegdyś wieżę ganek bojowy. Była to „wieża głodowa”, do której trafiali skazani na śmierć przestępcy.

##### Brama Nyska (Neissetor)
Zbudowana jako ostatnia, w 1573 r., przy obecnej ulicy Wojska Polskiego. W XVI w. nadbudowano górną partię wieży bramnej. Wieża bramna w formie baszty łupinowej zbudowana na planie półkola. Zwieńczona krenelażem, przykryta hełmem namiotowym. W 1778 roku brama została zamurowana, a w 1819 roku ponownie otwarta. Brama powstała w okresie rozkwitu miasta ze względów ekonomicznych, ale jej budowa znacznie obniżyła walory obronne tej części umocnień.

## XIX wiek
Paradoksalnie zupełny zastój gospodarczy Paczkowa w wiekach XVII i XVIII uchronił przed zniszczeniem średniowieczną strukturę miejską. Szczęśliwe ominięcie Paczkowa przez wojny napoleońskie również uchroniło układ urbanistyczny wraz z okalającym go systemem fortyfikacji od wyburzenia.
Mimo rozbudowy przedmieść oraz powszechnej w XIX w. akcji niwelowania pierścieni fortyfikacji miejskich, ówcześni włodarze Paczkowa nie zdecydowali się na zburzenie obwarowań. W 1820 r. rozebrano jedynie drugi, zewnętrzny pierścień murów, który nieremontowany od wojny prusko-austriackiej (lata 40. XVII wieku) popadł w kompletną ruinę.
W latach 1844–1846 rozebrano założenia bramne, zasypano również fosę, a w jej miejscu i zewnętrznego pierścienia murów obronnych założono planty – park miejski o długości półtora kilometra. W XIX wieku, by usprawnić komunikację, wybito cztery przejścia w ich murze (w 1870 r. u wylotu ulic Słowackiego, Piastowskiej i E. Plater, a w 1873 roku także ulicy Kołłątaja). Konieczne były także kolejne rozbiórki, jedna z nich związana była z rozbudową szkoły. W 1840 roku zlikwidowano Furtę Umarłych (uzyskano w ten sposób miejsce pod budowę szkoły). W kilku miejscach zdecydowano się także wyburzyć odcinki kurtyn pod budowę domów. Nie oszczędzono w ten sposób także 5 baszt. Obecnie zachowało się 19.
W latach 40. XIX w. przeprowadzone były pierwsze prace konserwatorskie obwarowań, a pod koniec wieku – częściowa rekonstrukcja zwieńczeń murów i baszt. W latach 1890–1899 podjęto pierwszą generalną renowację zabytkoznawczo-konserwatorską. Podjęto się rekonstrukcji zniszczonych fragmentów umocnień. Przy basztach na południowym odcinku obwarowań wykonano prace rekonstrukcyjne. Odtworzono krenelaż oraz hełmy ceglane (na chorągiewce jednej z baszt widnieje data 1895 r.). W latach 1896–1899 wyburzono baraki otaczające wieżę Bramy Łaziebnej/Ząbkowickiej, ponieważ szpeciły one otoczenie zabytku.
Niemieckie prace konserwatorskie, pomimo zastosowania w kilku przypadkach rekonstrukcji, nie ingerowały w zabytkową tkankę zespołu. Zapewniły przez to wyjątkową trwałość murom i basztom, dzięki czemu przetrwały one niemal w podobnym stanie do czasów współczesnych.

## Stan obecny
W latach 60. XX wieku wykonano główne działania konserwatorskie, skoncentrowane wokół zachowanych wież bram miejskich. Dobry stan zachowania ograniczył prace konserwatorskie do podstawowych zabiegów zabezpieczających. W latach 2007–2013 przeprowadzono szereg prac rewaloryzacyjnych w ramach programu rewitalizacji Paczkowa na lata 2007–2013, sfinansowanych w znacznym stopniu z funduszy europejskich.
Obecnie najwyższe, zachowane fragmenty murów mierzą 7 m. Grubość murów waha się od 1,15 do 1,6 m. Stanowią największą atrakcję turystyczną miasta.
Obecnie przy Bramie Nyskiej udostępniona jest do zwiedzania dla turystów ścieżka widokowa. Jest to drewniana, zadaszona galeria spacerowa z pomostami widokowymi i hurdycją na koronie muru obronnego. Trasa ma długość 77 metrów i prowadzi na wysokości ponad 7 metrów, gdzie zamontowany został chodnik ścieżki o szerokości prawie 1,5 m. Na poziomie pierwszej baszty, turyści mają możliwość wejścia na ganek strzelniczy ok. 13,5 m nad ziemią. Galeria poprowadzi dalej do kolejnej baszty, gdzie zwiedzający mogą wejść na pomost usytuowany 15,5 m nad ziemią. Ostatnim przystankiem trasy jest trzecia baszta, zaprojektowano na niej hurdycję – rodzaj drewnianego, zadaszonego ganku na planie półkola. We wrześniu 2018 roku na ścieżce widokowej Bramy Nyskiej doszło do wypadku, w wyniku którego śmierć poniosła 37-letnia kobieta, a dwie osoby zostały ciężko ranne.